# العلاقات الإندونيسية السلوفاكية
العلاقات الإندونيسية السلوفاكية هي العلاقات الثنائية التي تجمع بين إندونيسيا وسلوفاكيا.

## مقارنة بين البلدين
هذه مقارنة عامة ومرجعية للدولتين:
| وجه المقارنة                                              | إندونيسيا         | سلوفاكيا                                                       |
| --------------------------------------------------------- | ----------------- | -------------------------------------------------------------- |
| المساحة (كم2)                                             | 1.90 مليون        | 49.03 ألف                                                      |
| عدد السكان (نسمة)                                         | 263.99 مليون      | 5.44 مليون                                                     |
| الكثافة السكانية (ن./كم²)                                 | 138.94            | 110.95                                                         |
| العاصمة                                                   | جاكرتا            | براتيسلافا                                                     |
| اللغة الرسمية                                             | اللغة الإندونيسية | اللغة السلوفاكية                                               |
| العملة                                                    | روبية إندونيسية   | كرونة سلوفاكية، يورو                                           |
| الناتج المحلي الإجمالي (بليون دولار)                      | 1.02 تريليون      | 95.77 مليار                                                    |
| الناتج المحلي الإجمالي (تعادل القوة الشرائية) بليون دولار | 2.85 تريليون      | 162.34 مليار                                                   |
| الناتج المحلي الإجمالي الاسمي للفرد دولار أمريكي          | 3.35 ألف          | 16.09 ألف                                                      |
| الناتج المحلي الإجمالي للفرد دولار أمريكي                 | 10.52 ألف         | 30.46 ألف                                                      |
| مؤشر التنمية البشرية                                      | 0.684             | 0.844                                                          |
| رمز المكالمات الدولي                                      | +62               | +421                                                           |
| رمز الإنترنت                                              | .id               | .sk                                                            |
| المنطقة الزمنية                                           |                   | توقيت وسط أوروبا، ت ع م+01:00، ت ع م+02:00، أوروبا/براتيسلافا ‏ |

## منظمات دولية مشتركة
يشترك البلدان في عضوية مجموعة من المنظمات الدولية، منها:
| علم المنظمة | اسم المنظمة                               | تاريخ انضمام إندونيسيا | تاريخ انضمام سلوفاكيا |
| ----------- | ----------------------------------------- | ---------------------- | --------------------- |
|             | مؤسسة التنمية الدولية                     | 20 أغسطس 1968          | 1993                  |
|             | يونسكو                                    | 27 مايو 1950           | 9 فبراير 1993         |
|             | وكالة ضمان الاستثمار متعدد الأطراف        | 12 أبريل 1988          | 1993                  |
|             | الأمم المتحدة                             | 28 سبتمبر 1950         | 19 يناير 1993         |
|             | الفريق المعني برصد الأرض                  | ?                      | ?                     |
|             | الاتحاد البريدي العالمي                   | ?                      | ?                     |
|             | البنك الدولي للإنشاء والتعمير             | 13 أبريل 1967          | 1993                  |
|             | الاتحاد الدولي للاتصالات                  | 1949                   | 23 فبراير 1993        |
|             | منظمة حظر الأسلحة الكيميائية              | ?                      | ?                     |
|             | مؤسسة التمويل الدولية                     | 23 أبريل 1968          | 1993                  |
|             | المركز الدولي لتسوية المنازعات الاستشارية | 28 أكتوبر 1968         | 26 يونيو 1994         |
|             | منظمة التجارة العالمية                    | ?                      | ?                     |
|             | منظمة الشرطة الجنائية الدولية             | 5 أكتوبر 1954          | ?                     |

## وصلات خارجية
- موقع وزارة الخارجية الإندونيسية
- موقع وزارة الخارجية السلوفاكية